# 二谷英明
二谷 英明（にたに ひであき、1930年1月28日 - 2012年1月7日）は、日本の俳優。京都府舞鶴市出身。京都府立東舞鶴高等学校卒業、同志社大学文学部英文学科中退。妻は白川由美。長女は二谷友里恵。

## 来歴・人物
大学中退後、アルバイト生活を経て1954年ラジオ佐世保（のちにラジオ長崎と合併し長崎放送と社名変更）に開局と同時に入社。3年間、司会や英語放送のアナウンサーを務めた。
佐世保時代に前妻と結婚したが、後に離婚。
1956年、小林旭らと第3期ニューフェイスとして日活に入社し、同年『沖縄の民』で夜襲の少尉役としてデビュー。
1957年、主演デビューを飾る。
1961年、日活スター映画のローテーションであるダイヤモンドライン入り。「ダンプガイ」の愛称で、石原裕次郎、小林旭、宍戸錠、赤木圭一郎などとともに日活アクション路線の全盛期を築いたが、次第にヒーローのライバルや相棒、あるいは上司役といった、貫禄ある準主演者としての出演が多くなり、あらゆるジャンルの日活映画に欠かせない存在として高く評価されている。日活スターの中でも比較的年長者であったこともあり、実際に日活撮影所でも「エイメイさん」と呼ばれ、多くの若い俳優達から頼られる存在で人望も厚かった。
1968年には、旧西ドイツの連続テレビドラマ『パトロール隊出動』（邦題。原題は「Polizeifunk ruft」）の中の2話分に出演。その2話のサブタイトルは「Empfang in Japan」(主人公が国際会議に出席のために日本に出張し麻薬の密輸に巻き込まれる）と「Flucht nach Kyoto」（帰国前に、東京で働く学生時代の友人を訪ねるが行方不明になっていた）、詳細は不明だが日本が舞台のストーリーであると思われる。
1971年に日活を退社。
1977年から『特捜最前線』で主演・神代警視正（課長）役として出演したことでも知られる。1979年に放送された北海道ロケ中にスキーで転倒して首を骨折する重傷を負ったが、4か月の治療後に復帰した。1987年3月の終了まで全509回を数える人気番組となった。
その一方で、二谷が主演していた『特捜最前線』の提供スポンサーであった、日産自動車の高級車のセドリックの専属CMキャラクターを、1972年から1987年までの15年間の長きにわたり務めており、二谷が専属CMキャラクターを務めたセドリックが『特捜最前線』の劇用車（特命車）としても活躍していたことで、「テレビ朝日=『特捜最前線』=二谷英明=セドリック=日産自動車」のイメージで一般大衆にも広く知られるようになり、Wタイアップ効果は絶大であった。
山村聡とも親交があった。1990年代からは積極的にボランティア活動に参加、1993年には脚本家の小山内美江子らと教育を受けられない国々の子供たちのために学校建設活動を行う特定非営利活動法人「JHP・学校をつくる会」を設立した。自ら何度もカンボジアに赴いて学校建設に尽力するなど、「JHP・学校をつくる会」の副会長理事として活躍していた。
2003年10月に脳梗塞で倒れ、高級老人ホームで療養し、芸能活動は休止状態にあった。JHP・学校をつくる会の副会長理事職に長らく就いていた。その他、日本映画俳優協会の理事長、日本俳優連合の専務理事を務めた。
妻は1964年に結婚した女優の白川由美（東京都品川区出身）。娘はトライグループ社長で元女優の二谷友里恵。2009年ごろより家庭教師のトライのCMに、かつて主演した刑事ドラマ『特捜最前線』の映像が使用されたCMが複数バージョン放映されており、往年の元気な姿がテレビで見られるようになっていた。
2012年1月7日午後4時58分、肺炎のため、慶應義塾大学病院にて死去。81歳没。二谷の死去を受けて日活時代の仲間であった宍戸錠、松原智恵子、小林旭、吉永小百合などが故人への思いを込めたコメントを発表している。
通夜は1月10日、葬儀・告別式は11日に東京都港区芝公園の増上寺で営まれた。通夜には長女の元夫だった郷ひろみ、日活時代の同僚である渡哲也、『特捜最前線』で共演した大滝秀治、藤岡弘、を始め、反町隆史・松嶋菜々子夫妻、秋野暢子などが弔問に訪れた。葬儀・告別式では二谷を「東京のお父さん」と慕っていたシンガーソングライター・俳優の長渕剛がギターを持って参列、友人代表として弔辞を読みあげ、祭壇の前で　1993年に発表した自身の楽曲「12色のクレパス」を熱唱した。
戒名は「慈雲院學徳俊英居士（じうんいんがくとくしゅんえいこじ）」。前述の特定非営利活動法人「JHP・学校をつくる会」の副会長理事としての活動や、数多くの俳優仲間たちから慕われていたこともあり、「優しく慈しむ心で、雲のように包み込む包容力を持ち、学校を作るような徳を残す、優れたものを持っている人」との意味で付けられた。

## 主な出演作品

### 映画

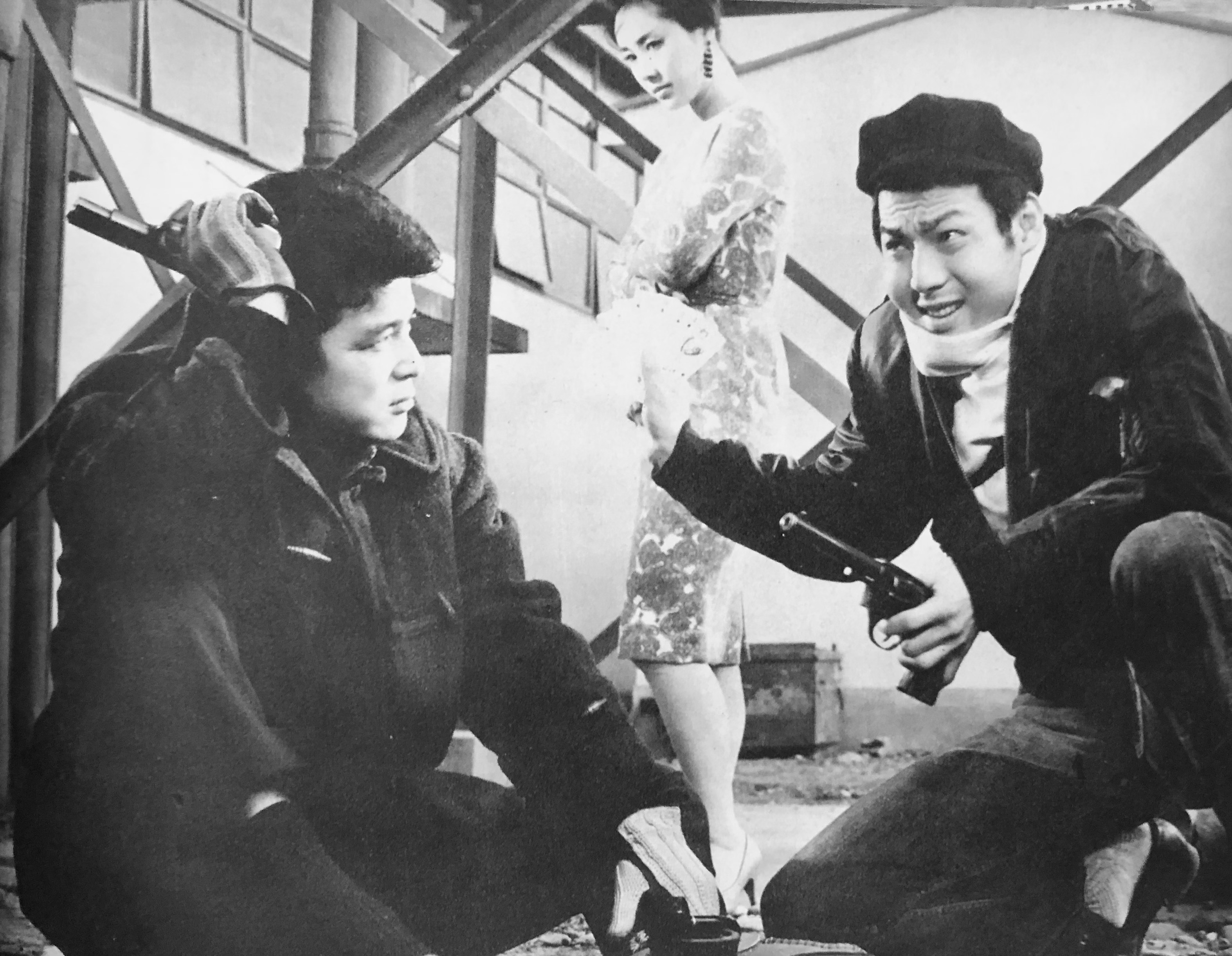
『ろくでなし稼業』 (1961年)

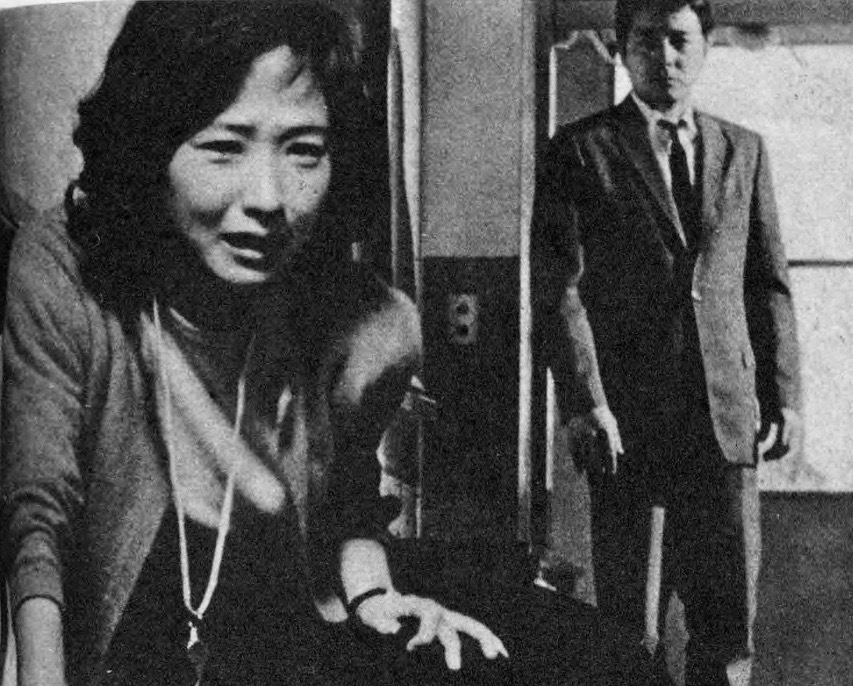
『日本列島』（1965年）

- 沖縄の民（1956年、日活） - 夜襲の少尉
- 浮草の宿（1957年、日活） - 三木俊次
- 最後の突撃（1957年、日活） - 戸田中射
- 8時間の恐怖（1957年、日活） - 青木亮二（学生）
- マダム（1957年、日活） - カール
- 反逆者（1957年、日活） - 塚本記者
- おばこ船頭さん（1957年、日活） - 秋山雄二
- 幕末太陽傳（1957年、日活） - 志道聞多
- 青春の冒険（1957年、日活） - 安井
- 素足の娘（1957年、日活） - 中里
- 誘惑（1957年、日活） - 戸越
- 高校四年（1957年、日活） - 高森
- 俺は待ってるぜ（1957年、日活） - 柴田兄
- 美徳のよろめき（1957年、日活） - ボーイA
- 峠（1957年、日活） - 門野新輔
- 裸女と拳銃（1957年、日活） - 須川雄二
- 乳房と銃弾（1958年、日活） - 木田一郎
- 春泥尼（1958年、日活） - 泉田先生
- お月さん今晩わ（1958年、日活） - 安川研
- 暗黒街の美女（1958年、日活） - 渡辺刑事
- 悪魔の爪痕（1958年、日活） - 大曾根画伯
- 霧の中の男（1958年、日活） - 三村兄
- 羽田発7時50分（1958年、日活） - ミヤコ自動車テストドライバー・瀬川徹
- 場末のペット吹き（1958年、日活） - 武村和夫
- 死の壁の脱出（1958年、日活） - ハッサ
- 踏みはずした春（1958年、日活） - 山田英二郎
- チャンチキおけさ（1958年、日活） - 田所太平（次男）
- 野郎と黄金（1958年、日活） - 永島警部補
- 海女の岩礁（1958年、日活） - 中津定男
- 青い乳房（1958年、日活） - 高村恒男
- 赤い波止場（1958年、日活） - 勝又
- 第3号倉庫（1958年、日活） - 長谷良次
- 未練の波止場（1958年、日活） - 伴健次
- 影なき声（1958年、日活） - 石川汎
- 忘れ得ぬ人（1958年、日活） - 鬼塚寅之助
- 紅の翼（1958年、日活） - 大橋一夫
- 踏みはずした春（1958年、日活） - 山田英二郎
- 雑沓に光る眼（1959年、日活） - 野口武
- 東京ロマンス・ウェイ（1959年、日活） - 田中二郎
- 今日に生きる（1959年、日活） - 山田一郎
- 傷つける野獣（1959年、日活） - 木崎英夫
- 男が爆発する（1959年、日活） - 佐久間紋太
- 世界を賭ける恋（1959年、日活） - 村岡稔
- 0番街の狼（1959年、日活） - 香山政夫
- 人形の歌（1959年、日活） - 坂本徹
- にあんちゃん（1959年、日活） - 松岡亮一
- 天と地を駈ける男（1959年、日活） - ヘンリー立花
- 男が命を賭ける時（1959年、日活） - 手納順一
- 傷だらけの掟（1960年、日活） - 花山卓
- やくざの詩（1960年、日活） - 相川一郎
- 打倒（1960年、日活））- 高野雄介
- 邪魔者は消せ（1960年、日活） - 長塚直二
- 拳銃無頼帖 電光石火の男（1960年、日活） - 大津昇
- 素晴らしき遺産（1960年、日活） - 林田信一
- 男の怒りをぶちまけろ（1960年、日活） - 村西三次
- 爆破命令（1960年、日活） - 陳丁堂
- 一匹狼（1960年、日活） - 荻野英夫
- 摩天楼の男（1960年、日活） - 竜崎三四郎
- 英雄候補生（1960年、日活） - ジョウ
- 闘牛に賭ける男（1960年、日活） - 江藤良悟
- 美しき別れの歌（1960年、日活） - 山路良一
- 俺はトップ屋だ 顔のない美女（1961年、日活） - 黒木三郎
- 俺はトップ屋だ 第二の顔（1961年、日活） - 黒川哲郎
- ろくでなし稼業（1961年、日活） - 黒田圭介
- 生きていた野良犬（1961年、日活） - 武部次郎
- 用心棒稼業（1961年、日活） - 藤木三郎
- ろくでなし野郎（1961年、日活） - 佐伯権太郎[注釈 4]
- 散弾銃の男（1961年、日活） - 渡良次
- 七人の挑戦者（1961年、日活） - 福田宏次
- 拳銃横丁（1961年、日活） - 牧
- 追跡（1961年、日活） - 岩佐忍
- 暗黒街の静かな男（1961年、日活） - 山下英治
- 野獣の門（1961年、日活） - 神永五郎
- ずらり俺たちゃ用心棒（1961年、日活） - 竜崎四郎
- 兄貴（1962年、日活） - 石井
- 姿なき追跡者（1962年、日活） - 島亮太郎
- 黒いダイス（1962年、日活） - 宮本慧
- 激流に生きる男（1962年、日活） - 前田
- 青い街の狼（1962年、日活） - 神永五郎
- 太陽と星（1962年、日活） - 戸倉剛
- 零戦黒雲一家（1962年、日活） - 八雲甲三
- 拳銃は淋しい男の歌さ（1962年、日活） - 稲木三郎
- 金門島にかける橋（1962年、日活） - 松阪和男
- 青い山脈（1963年、日活） - 沼田玉雄
- 海の鷹（1963年、日活） - 谷信彦
- さすらいのトランペット（1963年、日活） - 矢崎竜二
- 空の下遠い夢（1963年、日活） - 捷夫
- 太陽への脱出（1963年、日活） - 佐伯正平
- 結婚の条件（1963年、日活） - 桜井史郎
- 午前零時の出獄（1963年、日活） - 片桐竜一
- アリバイ（1963年、日活） - 畑中英次
- 丘は花ざかり（1963年、日活） - 野呂貞三
- 遊侠無頼（1963年、日活） - 人斬り新三
- 霧に消えた人（1963年、日活） - 朝吹岳志
- 赤いハンカチ（1964年、日活） - 石塚武士
- 浅草の灯 踊子物語（1964年、日活） - 山上七郎
- 噂の風来坊（1964年、日活） - 檳悟郎
- 間諜中野学校 国籍のない男たち（1964年、日活） - 有坂明夫
- 死にざまを見ろ（1964年、日活） - 加納五郎
- 海賊船 海の虎（1964年、日活） - 二の字
- 殺られてたまるか（1964年、日活） - 都築敏
- うず潮（1964年、日活） - 森教師
- 現代悪党仁義（1965年、日活） - 大場死四郎
- ギャングの肖像（1965年、日活） - 毛利正太
- 日本列島（1965年、日活） - 原島
- 夜霧の脱出（1965年、日活） - 菊村淳治
- 真紅な海が呼んでるぜ（1965年、日活） - 津川雄作
- 賭場の牝猫（1965年、日活） - 伊東正次
- 秩父水滸伝 必殺剣（1965年、日活） - 岡田伝七郎
- 黒い賭博師 ダイスで殺せ（1965年、日活） - ヌイ・サップ
- 賭場の牝猫 素肌の壷振り（1965年、日活） - 浅野清次
- 殴り込み関東政（1965年、日活） - 花岡長次郎
- 黒い賭博師 悪魔の左手（1966年、日活） - 教授
- 二人の世界（1966年、日活） - 川瀬
- 東京流れ者（1966年、日活） - 相沢健次
- 青春大統領（1966年、日活） - 大村紀一
- 友を送る歌（1966年、日活） - 田山徹
- アジア秘密警察（1966年、日活） - 佐伯竜太郎
- 星よ嘆くな 勝利の男（1967年、日活） - 矢代信吾
- 夜霧よ今夜も有難う（1967年、日活） - グエン
- 不死身なあいつ（1967年、日活） - 若林
- 赤木圭一郎は生きている 激流に生きる男（1967年、日活） - ※インタビュー出演
- 燃える雲（1967年、日活） - 完方一郎
- 花を喰う蟲（1967年、日活） - 香本雅樹
- みな殺しの拳銃（1967年、日活） - 白坂剛
- 君は恋人（1967年、日活） - 二谷医師
- 黄金の野郎ども（1967年、日活） - 清水
- 黒部の太陽（1968年、日活 / 三船プロ / 石原プロ） - 小田切
- 大幹部 無頼（1968年、日活） - 浅見洪介
- 明治血風録 鷹と狼（1968年、日活） - 早苗豊明
- あゝひめゆりの塔（1968年、日活） - 昭喜名秀雄
- 縄張はもらった（1968年、日活） - 箱崎
- BG・ある19才の日記 あげてよかった!（1968年、日活） - 加納守人
- 忘れるものか（1968年、日活） - 津村洋介
- 嵐の勇者たち（1968年、日活）
- 博徒百人（1969年、日活） - 斉賀親分
- 日本侠客伝 花と龍（1969年、東映） - 大田新之助
- 華やかな女豹（1969年、日活） - 福永敬次
- 嵐の勇者たち（1969年、日活） - 神崎明
- 盛り場仁義 (1970年、日活）
- 戦争と人間（1970年、日活） - 矢次憔夫
- 初めての旅（1971年、東宝） - 純一の叔父
- 三人の女 夜の蝶（1971年、日活） - 石塚元彦
- ギャング対ギャング 赤と黒のブルース（1972年、東映） - 平瀬
- 日本沈没（1973年、東宝） - 中田[6]
- 華麗なる一族（1974年、東宝） - 三雲祥一
- はつ恋（1975年、東宝） - 由木原直彦
- 想い出のアン（1984年、共同映画） - パウロ井上主教
- 片翼だけの天使（1986年、ヘラルド・エース） - 越路玄一郎
- ドン松五郎の大冒険（1987年、東宝東和） - ※製作総指揮
- 桜の樹の下で（1989年、東映） - 浅倉

### テレビドラマ
- 東京見物（1965年、TBS）
- NHK劇場（NHK総合）
  - 愛のシリーズ 結婚記念日（1966年）
  - 城（1967年）
- 特ダネ記者（1966年、日本テレビ）
- おかあさん2 第348話「ロザリオの夢」（1966年、TBS）
- 大河ドラマ（NHK総合）
  - 竜馬がゆく（1968年） - 岩倉具視
  - 信長 KING OF ZIPANGU（1992年） - 平手政秀
- 東芝日曜劇場（TBS）
  - 第534回 雪が降る（1967年）
  - 第559回 深海魚（1967年）
  - 第582回 娘のゆくえ（1967年、CBC）
  - 第617回 染め川（1969年）
  - 第732回 いのちの歌（1970年、CBC）
  - 第767回 さらば夏の日（1971年、CBC）
  - 第781回 初恋（はつ恋）（1971年、北海道放送）
  - 第809回 女と味噌汁その23（1972年）
  - 第1115回 霧の音（1978年）
  - 第1272回 ちょっといい夫婦（1981年）
  - 第1323回 続・ちょっといい夫婦（1982年）
  - 第1356回 ちょっといい夫婦・その3（1982年）
  - 第1404回 ちょっといい夫婦(4)（1983年）
  - 第1410回 演歌（1984年、RKB毎日放送）
  - 第1541回 季節はずれのお雛さま（1986年）
  - 第1570回 結婚式・お葬式（1987年）
  - 第1600回 転勤家族（1987年）
  - 第1621回 娘が結婚します（1988年）
  - 第1663回 伝言 メッセージ 第1章（1989年、北海道放送）
  - 第1664回 伝言 メッセージ 第2章（1989年、CBC）
  - 第1665回 伝言 メッセージ 第3章（1989年、RKB毎日放送）
  - 第1666回 伝言 メッセージ 第4章「花は歌ってますか」（1989年、毎日放送）
- 愛妻くんこんばんは（1967年 - 1968年）
  - 第4回「離婚代理人」
  - 第26回「男性料理教室」
- ロマン劇場（NET）
  - 空に真赤な雲のいろ（1967年 - 1968年） - 雀部昌之助
- 日産スター劇場（日本テレビ）
  - くたばれ入学試験（1968年）
- マイティジャック（1968年、フジテレビ / 円谷プロ） - 当八郎隊長
- テレビ映画（毎日放送）
  - 花の恋人たち（1968年）
  - 妻と女の間（1969年）
- ポーラテレビ小説（TBS）
  - 三人の母（1968年 - 1969年） - 冲今吉
- きんきらきん（1969年、TBS） - 眼科医
- 白雪劇場（関西テレビ）
  - 男じゃないか第1シリーズ（1969年）
  - 男じゃないか第2シリーズ（1971年）
- 土曜劇場（フジテレビ）
  - 夫借ります（1969年）
  - 春ですもの（1973年）
- ポーラ名作劇場（NET）
  - 女と女（1969年）
  - 続・氷点（1971年）
  - まぼろしの橋（1972年）
  - 幸福という名の不幸（1973年）
  - 虚構の家（1974年）
  - 幻のささやき（1976年）-真藤宗介[7]
  - みずきの花匂うとき（1978年）
- 木下恵介 人間の歌シリーズ（TBS）
  - 冬の旅（1970年）
  - 俄＝浪華遊侠伝（1970年）
  - 冬の歌（1971年）
  - 地の果てまで（1972年）
  - 冬の貝殻（1973年）
  - 旅への誘い（1975年）
- 銀河ドラマ、銀河テレビ小説、ドラマ新銀河（NHK総合）
  - 影の顔（1970年）
  - 夜の河（1972年）
  - 結婚しません（1976年）
  - 親子は他人の始まり（1993年）
- 男は度胸（1970年 - 1971年、NHK総合） - 柳沢吉保
- 火曜日の女シリーズ（日本テレビ）
  - 蘭の殺人（1970年）
- ニューヨークの四人（1971年、NHK総合）
- 四騎の会ドラマシリーズ（フジテレビ）
  - 愛子よ眠れ（1972年）
- 月曜スター劇場（日本テレビ）
  - つくし誰の子第2シリーズ（1972年）
- 姫君捕物控（1972年、日本テレビ） - 大岡忠相
- 泣くな青春（1972年 - 1973年、フジテレビ / 東宝） - 有村秀太郎（校長）
- ファミリー・ドラマ（TBS）
  - 夏に来た娘（1972年）
- 連続テレビドラマ（CBC）
  - 落葉樹（1972年） - ナレーター
- 夫婦学校（日本テレビ）
  - 息子はママより年が上（1972年）
- はだれゆき（1973年、NHK総合）
- まんまる四角（1973年、TBS / テレパック）
- 愛のはじまるとき（1973年、フジテレビ）
- グランド劇場（日本テレビ）
  - 巣立ち（1973年）
- 土曜日の女シリーズ
  - 恋人たちの鎮魂歌（1973年、日本テレビ）
- 火曜劇場（日本テレビ）
  - 春のもつれ（1974年）
- いわぬが花（1974年、フジテレビ）
- 金曜ドラマ（TBS）
  - 新宿さすらい節（1974年）
- ちょっとしあわせ（NET）
- 北都物語-絵梨子のとき-（1975年、よみうりテレビ / テレパック）
- 残りの雪（1975年、12ch / 松竹）
- 油断!（1976年、フジテレビ / テレビマンユニオン) - 寺木課長
- 連続テレビドラマ（毎日放送）
  - 愛と憎しみの宴（1976年 - 1977年、東宝）
- 特捜最前線（1977年4月 - 1979年1月上旬、2月上旬、5月 - 1987年3月、テレビ朝日 / 東映） - 警視庁特命捜査課課長・神代恭介警視正
  - 監督作品
    - 第278話「逮捕・魔の24時間!」
    - 第490話「強殺犯逃亡・あぶない道連れ!」
- 白い波紋（1977年、TBS / 松竹）
- 怒濤 北里柴三郎の戦い （ゼロックス ザ・スペシャル）（1978年、テレビ朝日）
- ザ・スペシャル（テレビ朝日）
  - 青春の昭和史(1)遠い日の戦争（1979年）
- 突然の明日（1980年、TBS）
- ザ・ネットワーク（関西テレビ）
  - 巨大熊との死闘 アラスカの白い牙（1980年3月29日） - 日系三世・ノーム
- 夜の傾斜（1980年、テレビ朝日） - 立石俊輔
- 一死、大罪を謝す（1981年、フジテレビ） - 阿南惟幾
- 木曜ゴールデンドラマ（よみうりテレビ）
  - ある再婚 禁じられた愛のゆくえ（1981年）
- 火曜サスペンス劇場（日本テレビ）
  - 校内暴力殺人事件-狙われた女教師（1982年）
  - 松本清張の霧の旗（1983年） - 大塚欽三
  - 密室航路 偽りのハネムーン！女の虚栄が殺しを招く（1983年）- 吉岡達雄
  - 情状鑑定人 人妻全裸絞殺事件（1988年）- 祝田教授
  - フルムーン旅情ミステリーシリーズ（1989年 - 1993年） - 和泉直人（〜第2作）、中井公平（第3作〜）
- テレビジョン放送開始30周年記念ドラマ 勇者は語らず いま、日米自動車戦争は（1983年、NHK総合）
- 月曜ワイド劇場（テレビ朝日）
  - 婚約破棄を選んだ女（1984年）
- 新春ドラマスペシャル 翔んでる警視II（1987年、TBS）
- メディカル・ホームコメディ（フジテレビ）
  - 熱っぽいの!（1988年） - 花岡秀朗
- 日曜洋画劇場（テレビ朝日）
  - ロス発・第一級殺人の女（1989年）
- SERIES DRAMA 10（NHK総合）
  - 花の降る午後（1989年）
- 水曜グランドロマン（日本テレビ）
  - 長女の恋（1989年）
- ドラマスペシャル 白い巨塔（1990年、テレビ朝日） - 東貞蔵
- 外科医有森冴子（1990年、日本テレビ）
- 月曜ドラマスペシャル（TBS）
  - 松本清張作家活動40周年記念最終話 迷走地図（1992年） - 寺西正毅
- 金曜ドラマシアター（フジテレビ）
  - 北海道文化放送40周年記念ドラマ 泣きたいほどの淋しさに（1992年、北海道文化放送）
- 松本清張ドラマスペシャル 眼の気流（1994年、テレビ東京）
- おれはO型・牡羊座（1994年、日本テレビ） - 野上亮介
- 土曜ワイド劇場（テレビ朝日）
  - 女詐欺師!愛川ナナの殺人捜査、密室に五つの名前を持つ死体!だましのテクニックが真犯人を追いつめる（2000年） - 愛川源一郎

### その他テレビ番組
- 今週のヒット速報（フジテレビ） - 司会
- トップスターショー・歌ある限り（1976年 - 1977年、TBS） - 司会
- ist登場（1989年、テレビ大阪） - 司会
- 世界料理大賞（日本テレビ） - 審査員
- ウンナンの桜吹雪は知っている（1995年 - 1996年、TBS） - 裁判長
- 土曜一番!花やしき（1998年、フジテレビ） - コメンテーター

### CM
- 日産自動車・セドリック 専属CMキャラクター（1972年 - 1987年）
  - 230型4ドアハードトップ追加発売時[注釈 5]から、330型、430型、Y30型[注釈 6]の4代にわたりCM出演
  - 230型と330型は妻の白川由美と共演
- 北の誉（1970年代、北海道ローカルCM）
- ネスレ日本「ニド」（1980年代）
- JR「フルムーン」イメージキャラクター、妻・白川由美と共演（1988年 - 1993年）
- 日本住宅金融　妻・白川由美と共演（1992年）
- 白十字・サルバDパンツ CMキャラクター（1997年）
- ヤマギワ電気（1976年 - 1978年）イメージキャラクターとして、テレビCM・新聞広告などに登場。[8][9][10][11]